# 谢韬甫
谢韬甫（1886年—1936年），民国时期上海银行家、社会活动家。名永标，字韬甫，以字行，又作谢弢甫。

## 生平
谢韬甫出生世家，为余姚泗门谢氏后人，浙江余姚（今宁波市余姚）泗门镇后街人。父金融家谢纶辉，有兄谢永森（植甫），大律师。
谢韬甫随家族寓居上海，早年从事钱庄业，在上海帮助安排打理同乡方家承裕钱庄，同时经营多个自家钱庄。
1919年，入主中国通商银行，曾短期任中国通商银行总经理。谢韬甫之前，通商银行的“华大班”（华人经理）为陈笙郊、谢纶辉，前者为谢家同乡，后者为谢父。后因银行大股东轮船招商局被南京国民政府收归国有，谢韬甫之轮船招商局大股东身份随之丧失，遂退出中国通商银行。谢韬甫因病逝世后，其弟谢光甫接任中国通商银行经理。
1931年，与宋汉章等在上海的银行家创办上海中和商业银行，并出任董事长。 谢韬甫也是上海钱业公会会董。民国15年（1926年）2月25日，钱业公会第六届选举，选举总董秦润卿，副董即为谢韬甫。 民国20年（1931年）及21年（1932年），谢韬甫曾担任国债基金管理委员会委员。
北伐战争早期，谢韬甫积极支持国民革命军，曾长期协调以蒋中正为首的南京国民政府和上海金融界的关系。1936年，于上海因病逝世。